# 북부족제비여우원숭이
북부족제비여우원숭이(Lepilemur septentrionalis)는 족제비여우원숭이과에 속하는 여우원숭이의 일종이다. 마다가스카르에서 발견된다. 서식지 감소로 멸종 위험에 처해 있으며, 세계에서 멸종 위험이 가장 높은 25종의 영장류 중의 하나로 선정되었다.